# بلوم اونت فوس ها ۱۳۷
بلوم اونت فوس‌ها ۱۳۷ (به آلمانی: Blohm & Voss Ha 137) یک هواگرد تک‌باله تک‌موتوره تک‌سرنشین از نوع بمب‌افکن شیرجه‌ای ساخت شرکت هامبورگر فلوک‌تسویک‌باو در آلمان بود که نخستین پروازش را ماه ژانویه سال ۱۹۳۵ انجام داد. ها-۱۳۷ در رقابت با یو ۸۷، مورد پذیرش وزارت هوانوردی رایش قرار نگرفت و از مرحله پیش‌نمونه فرا تر نرفت.

## طراحی و توسعه
هواگرد بلوم اونت فوس ها-۱۳۷ سال ۱۹۳۵ توسط ریشارت فوگت به عنوان بمب‌افکن شیرجه‌ای طراحی شد. این هواگرد تک‌سرنشین پیکربندی تک‌باله بال‌پایین طره‌ای و ساختی تمام‌فلزی داشت. بال‌ها برای کاستن از طول و نیروی پسار آن‌ها، به صورت بال‌مرغی معکوس با زاویه تند حدود یک به چهار بودند. ارابه فرود آن ثابت و پوشیده بود. هر چرخ بر روی دو ضربه‌گیر نصب شده بود. در نتیجه پسارگیر چرخ‌ها به اندازه‌ای بزرگ بود که امکان نصب یک مسلسل ۷٫۹۲ م‌م ام‌گه ۱۷ یا یک توپ خودکار ام‌گه اف‌اف درون آن‌ها برای آزمایش را می‌داد. دو مسلسل دیگر ام‌گه ۱۷ نیز جلوی بدنه روی موتور نصب بود. چهار بمب ۵۰ کیلوگرمی در بال‌ها حمل می‌شد. در ابتدا نیرومحرکه هواگرد را یک موتور ب‌ام‌و ۱۵ تأمین می‌کرد که بعداً با موتور پرت اند ویتنی هورنت با توان ۶۵۰ اسب بخار جایگزین شد. این موتور در آلمان به صورت تحت لیسانس تحت عنوان «ب‌ام‌و ۱۳۲» تولید می‌شد.
سه پیش‌نمونه تولید شد. نخستین فروند (ها ۱۳۷ فاو۱) ماه آوریل سال ۱۹۳۵ و دومی ماه بعد به پرواز درآمد. مشخص شد موتور هورنت خیلی بزرگ است و هنگام شیرجه جلوی دید را می‌گیرد. سه پیش‌نمونه با موتور یومو ۲۱۰ با توان ۶۱۹ اسب بخار تولید و آزمایش شدند. ساخت هواگرد استحکام بالا و تحرک‌پذیری خوبی داشت. به هر صورت وزارت هوانوردی رایش در نهایت هواگرد دو سرنشین یو ۸۷ را به عنوان بمب‌افکن شیرجه‌ای استاندارد لوفت‌وافه برگزید. متعاقباً کار بر روی‌ها ۱۳۷ سال ۱۹۳۶ متوقف شد.
پیش‌نمونه‌های تولیدشدهٔ‌ها ۱۳۷ در وضعیت قابل پرواز نگاه‌داری شدند و از آن‌ها برای آزمایش‌هایی چون شلیک راکت‌های هوابه‌هوا استفاده شد.
برنامه‌ای برای تولید نسخهٔ آب‌نشین دریایی تحت عنوان «پروژه ۱۱» (Projekt 11) مطرح شد. به هر حال نصب شناورهای فرود وزن هواگرد را افزاش داد و موجب کاهش شدید عملکرد و غیر عملی بودن طراحی آن شد.

## مشخصات فنی
مشخصات عمومی
- خدمه: ۱ نفر
- طول: ۹٫۴۶ متر
- طول بال: ۱۱٫۱۵ متر
- وزن خالی: ۱٬۸۱۴ کیلوگرم
- نیرومحرکه: ۱ × موتور یومو ۲۱۰: ۶۱۰ اسب بخار

عملکرد
- حداکثر سرعت: ۳۳۰ کیلومتر بر ساعت
- برد: ۵۸۰ کیلومتر

تسلیحات
- ۲ × مسلسل ثابت ۷٫۹۲ م‌م ام‌گه ۱۷ روی موتور
- ۴ × بمب ۵۰ کیلوگرمی زیر بال‌ها